# José Luis Madrid de la Viña
José Luis Madrid de la Viña (Madrid, 11 d'abril de 1933 - Marbella, 19 de juliol de 1999) va ser un director, guionista i productor de cinema espanyol.

## Biografia
Llicenciat en dret, es va matricular en la Escola Oficial de Cinema, llavors dita IIEC (Institut d'Investigacions i Experiències Cinematogràfiques), però no va acabar els estudis. Va debutar en el món del cinema ajudant al seu oncle, el també cineasta Antonio del Amo, però el seu nom només apareixerà en els crèdits com a coguionista i director de producció a Gayarre (1958), dirigida per Domingo Viladomat, mentre que com a director la seva opera prima va ser Adiós, Ninón (1960), un biopic sobre la cupletista La Fornarina que va trigar sis anys a estrenar-se.
Va dirigir en total unes vint pel·lícules de gèneres comercials i escàs pressupost i importància, subproductes realitzats amb rapidesa per al consum de les masses: thrillers, terror barat protagonitzat per Jacinto Molina (més conegut com Paul Naschy), espies, destape, españolada i drames escabrosos típics del cinema postfranquista. Destaquen les seves dues adaptacions de drames de José López Rubio i els seus westerns, més semblants als estatunidencs que als europeus italians, i amb alguna curiositat, com Tumba para un forajido (1965), filmat en blanc i negre.
Per a produccions internacionals del mateix tipus amb Itàlia, Alemanya o Gran Bretanya, sovint va treballar sense nom o baix pseudònim (per exemple, "Jim Delavena"), i de forma no acreditada dues desenes de krimis, llargmetratges policíacs adaptats de Edgar Wallace per al productor alemany Artur Brauner. Oportunista i sensacionalista, a vegades es va acostar a successos importants, com l'assassinat del general Carrero Blanco (Comando Txikia, 1978, anticipada a la més famosa Operació Ogre (1979) de Gillo Pontecorvo) o es va inspirar en assassinats reals (La autopista de los vampiros, 1969).
Va formar part de les juntes directives de diverses productores (American Films S L, Andorra Films S A, Cinefilms S L, Theatrical Production Ufesa S A, Servifilms S L, Kfilms S A, José Luis Madrid P C, Film Cooperative Collects i Tilman Films) i va ser propietari dels cinemes Picasso i Lumière a Madrid, a més d'uns estudis a Collado Villalba d'Apolo Films, una productora antiga propietat del seu oncle Antonio del Amo.

## Filmografia com a director
- 1960 Adiós, Ninón
- 1963 La gran coartada
- 1964 La muerte llama otra vez
- 1964 Una madeja de lana azul celeste, adaptació de la peça teatral de José López Rubio.
- 1965 La otra orilla, adaptació de l'peça teatral homònima de José López Rubio.
- 1965 La vuelta
- 1965 Tumba para un forajido,
- 1965 Un dólar de fuego / Un dolaro di fuoco, acreditada como de Nick Nostro, però dirigida enterament per ell.[4]
- 1966 La balada de Johnny Ringo
- 1966 La venganza de Clark Harrison
- 1968 O. K. Yevtushenko
- 1970 EL vampiro de la autopista
- 1971 Jack, el destripador de Londres / Sette Cadaveri per Scotland Yard
- 1973 La hiena
- 1973 Los crímenes de Petiot
- 1974 Siete chacales
- 1975 El último tango en Madrid
- 1975 Strip-tease a la inglesa
- 1976 Lucecita
- 1978 Comando Txikia: muerte de un presidente
- 1983 Invierno en Marbella
- 1984 Memorias del general Escobar